# دجبه

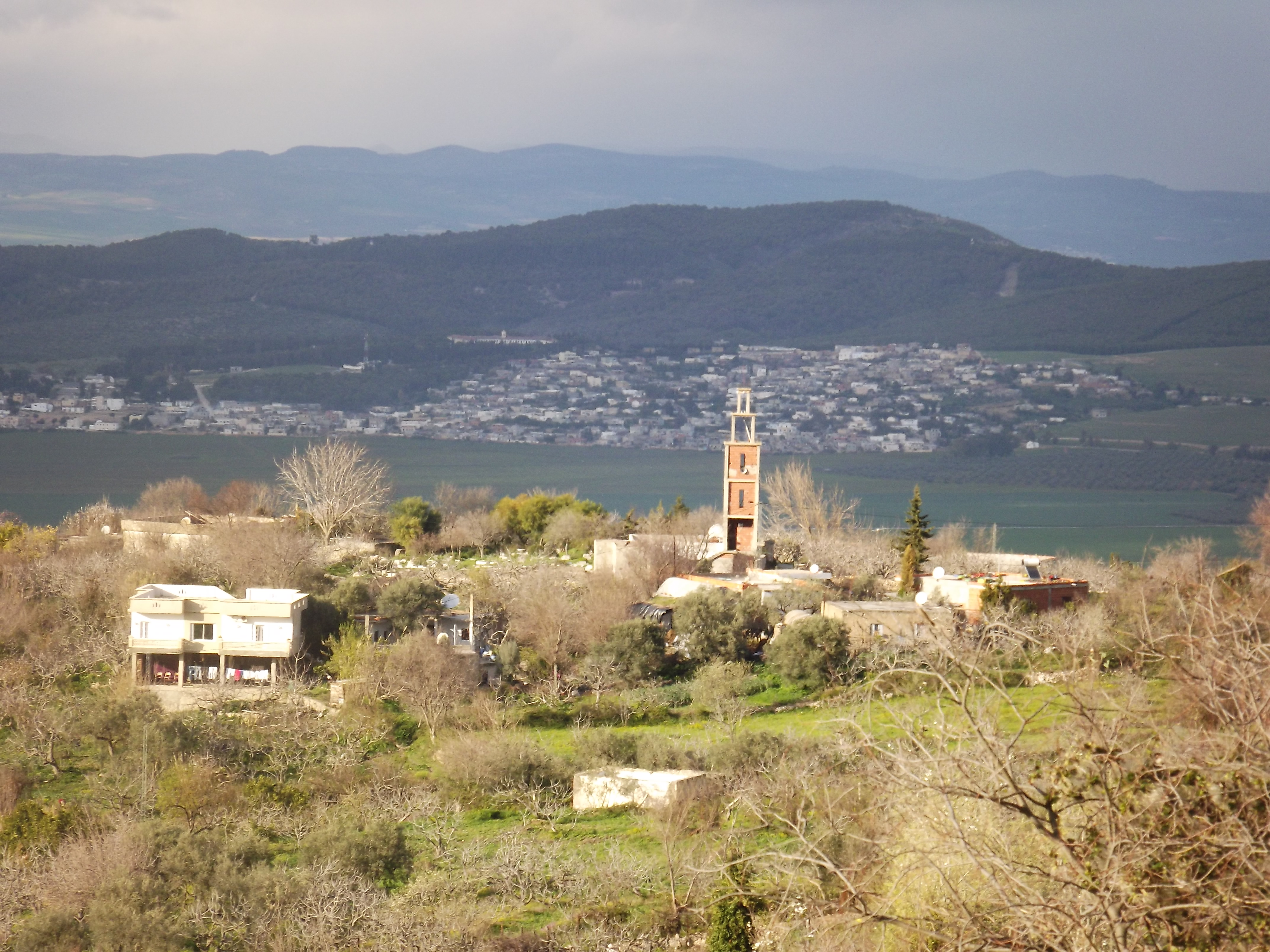
دجبه

دجبه (عربی: دجبة) روستایی است که در بخش تیبار در استان باجه در شمال غربی کشور تونس واقع شده‌است، اسم این محل در زمان و دوره رومی‌ها تیکیبا بور بوده‌است، جمعیت این روستا براساس سرشماری سال ۲۰۰۴ بالغ بر ۳۶۴۱ نفر می‌باشد. شماره پستی این روستا ۹۰۴۲ است. از مهمترین گیاهان و نباتات در دجبه می‌توانیم از انجیر و زیتون (در انواع مختلف حدوداً ۱۵ نوع مختلف) و درخت به (در سه نوع مختلف) یاد کنیم، کما اینکه این منطقه دارای ۵۴۰ نوع گیاه طبی نیز می‌باشد.

## نگارخانه

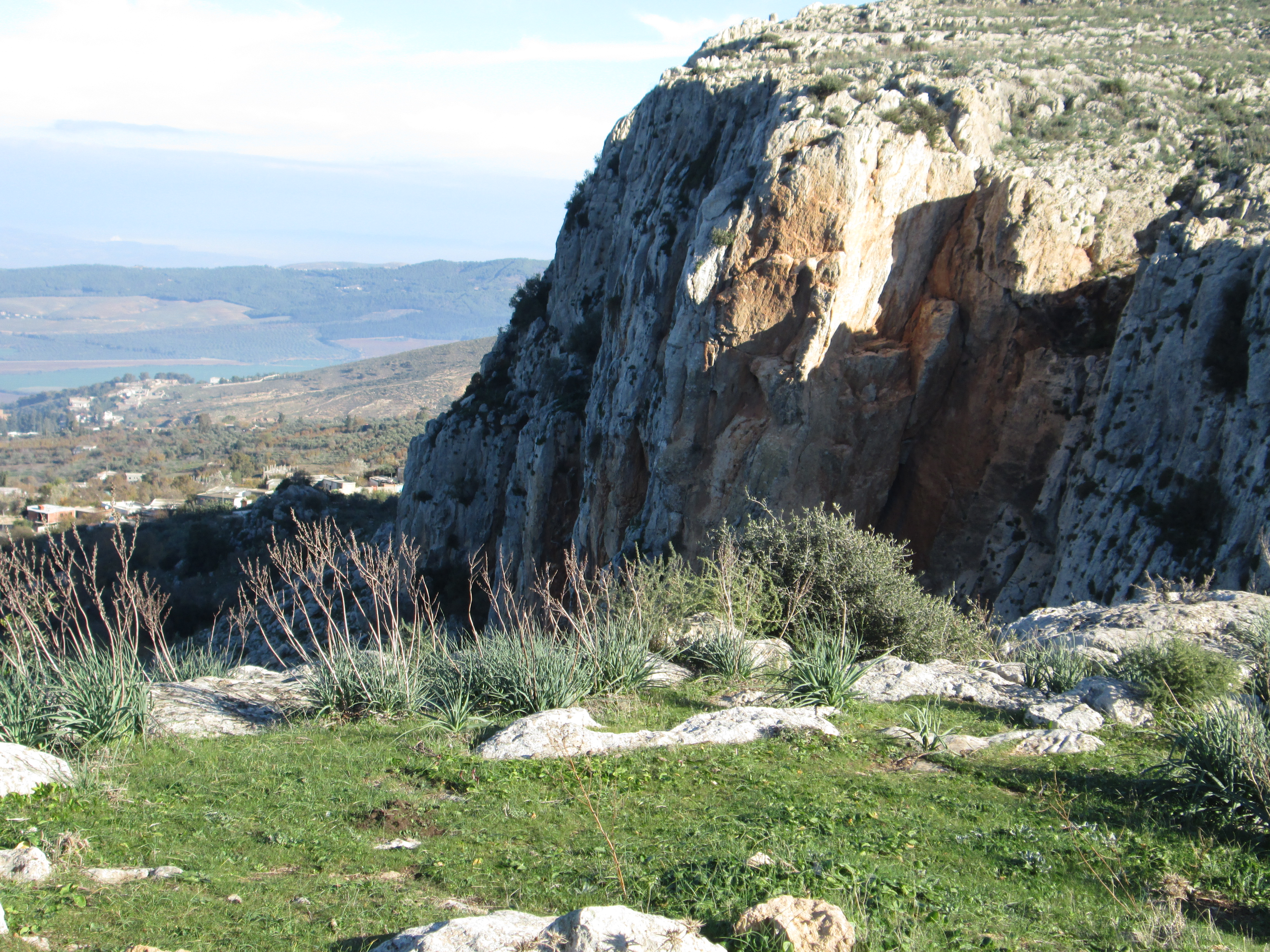
دجبه
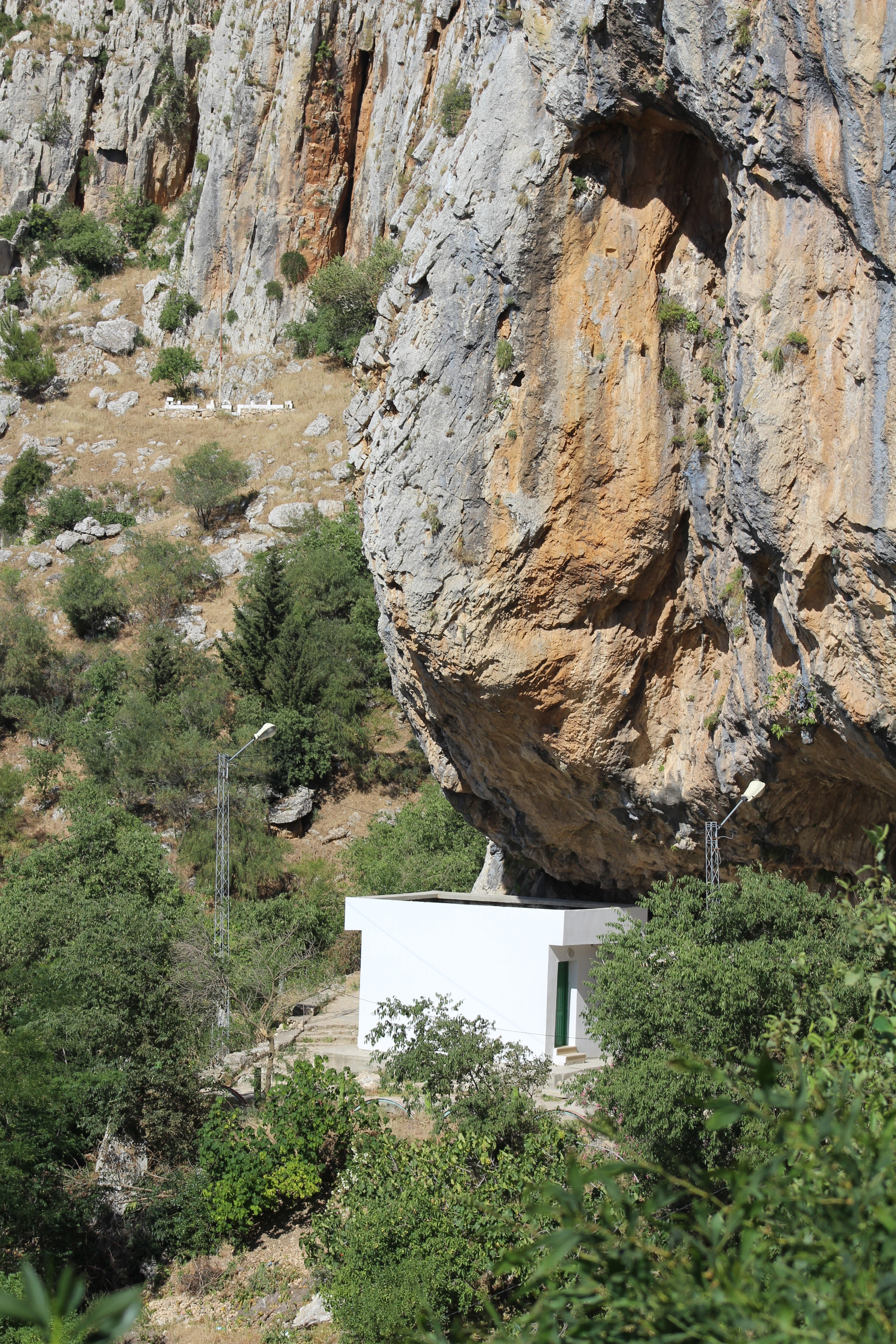
دجبه
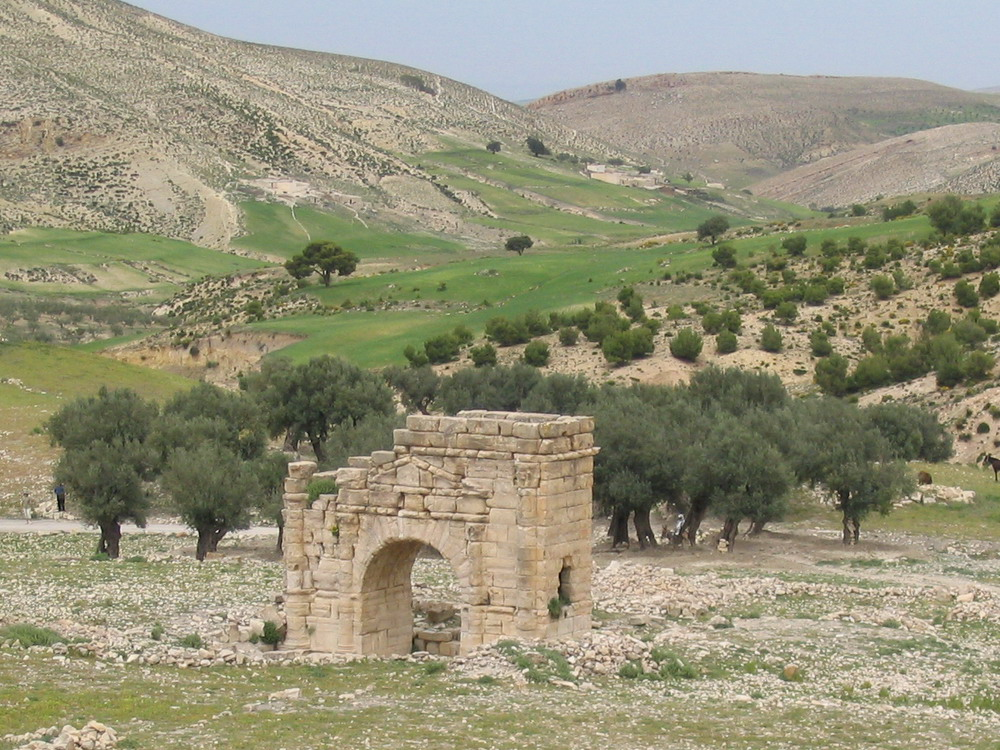
خرابه‌های دجبه
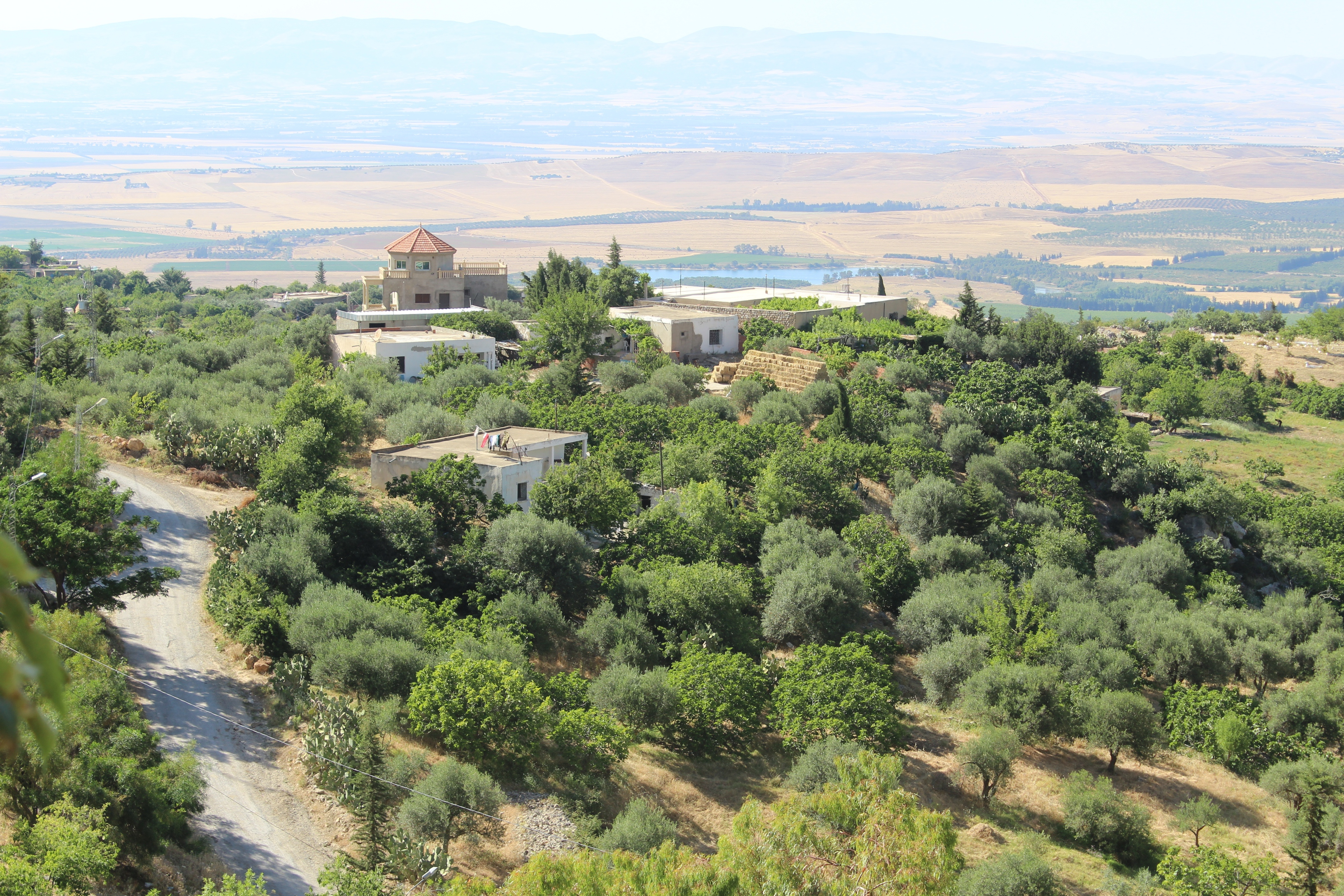
دجبه